# Huancapón (distrito)
O Huancapón é um dos cinco distritos que formam a Província de Cajatambo, situada em Departamento de Lima, pertencente a Região de Ancash.

## Transporte
O distrito de Huancapón é servido pela seguinte rodovia:
- PE-16A, que liga o distrito de Oyón (Região de Lima) à cidade de Pativilca (Região de Lima)
- LM-105, que liga a cidade ao distrito de Manas[1][2][3]